# Juan Eugénico
Juan Eugénico (en griego: Ἰωάννης Εὐγενικός, Constantinopla, después de 1394-Laconia, después de 1454/1455) fue un clérigo y escritor bizantino tardío.
Era hermano de Marcos Eugénico y, como este, un ferviente oponente de la Unión de las Iglesias. Originalmente notario y nomofilax en el Patriarcado de Constantinopla, su oposición a la Unión lo llevó al destierro al Despotado de Morea, donde murió. Juan participó brevemente en el Concilio de Florencia que ratificó la Unión, y también viajó a Trebisonda y Mesembria.
Juan Eugénico fue un escritor prolífico, desde escritos polémicos que atacaban a la Unión hasta écfrasis retóricas y monodias, oraciones, himnos y sermones, incluida una écfrasis de Trebisonda y un lamento por la caída de Constantinopla. Treinta y seis de sus cartas sobreviven, pero la mayor parte de su corpus lingüístico permanece inédita.